# АГ-21
АГ-21, «Металли́ст», А-5 — российская и советская подводная лодка проекта Holland-602GF, изготовленная в США и приобретённая для Черноморского флота Российской империи. В 1919 году была затоплена интервентами, в 1928 году поднята и введена в состав Морских сил Черного моря, а позднее — Черноморского флота ВМФ СССР. В Великой Отечественной войне стала самой старой боевой подводной лодкой СССР. После войны использовалась как вспомогательное судно, окончательно исключена из списков в 1955 году, впоследствии утилизирована.

## История строительства
Подводная лодка АГ-21 была построена в 1916 году для КВМФ Великобритании по проекту фирмы «Electric Boat Co» на судоверфи «Barnet Yard» в Ванкувере. 14 (27) сентября 1916 года приобретена АО «Ноблесснер» по заказу Морведа Российской империи. В том же году в разобранном виде доставлена морским путём во Владивосток, а оттуда по железной дороге на завод «Наваль» в Николаеве для достройки. Перезаложена 28 февраля (13 марта)  1917 года, и 21 августа (3 сентября)  1917 года зачислена в списки кораблей Черноморского флота. В октябре 1917 года спущена на воду. В феврале 1918 года вступила в строй.

## История службы
24 ноября 1918 года была захвачена в Севастополе англо-французскими интервентами. Затем — в том же ноябре 1918 года — передана «белым», после чего вошла в состав Черноморского флота Белой Добровольческой армии, контролировавшей в тот период Юг России. Артиллерии не имела. 26 апреля 1919 года по приказу английского командования затоплена в районе Севастополя.
В 1926 году обнаружена на глубине около 50 м во время тренировочных спусков курсантов водолазной школы Морских сил Чёрного моря. 19 мая 1928 года АГ-21 была поднята Черноморской партией ЭПРОН и отбуксирована в Севастопольскую бухту. Корпус лодки оказался в лучшем состоянии по сравнению с однотипными лодками, остававшимися на тот момент в строю, в связи с чем было принято решение о восстановлении лодки.

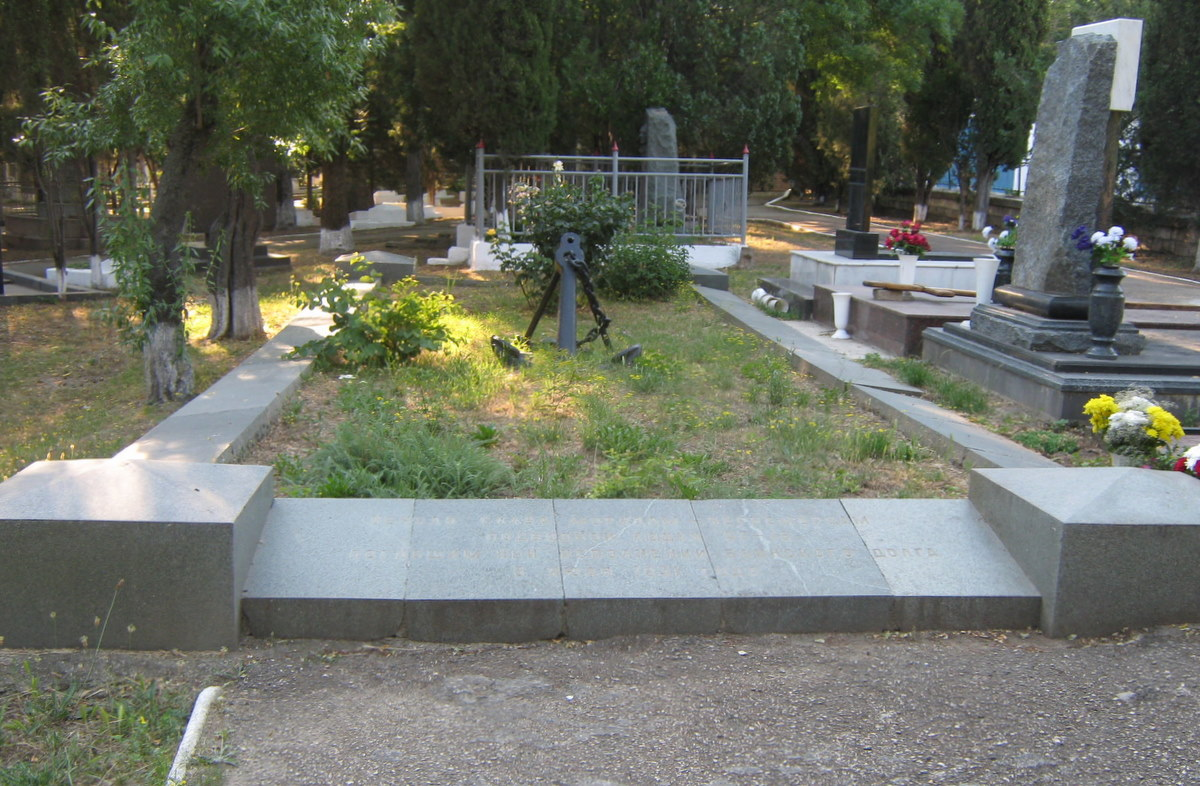
Братская могила экипажа «Металлиста» на кладбище Коммунаров в Севастополе

30 декабря 1930 года, после восстановительного ремонта в Севастополе, была вновь введена в строй и включена в состав МСЧМ (после 11 января 1935 года — Черноморский флот ВМФ СССР). В процессе ремонта перед рубкой была установлена 47-мм пушка Гочкиса. 3 февраля 1931 года переименована в подводную лодку «Металли́ст», присвоен бортовой номер 16.
8 июня 1931 года во время учебных торпедных стрельб в районе Севастополя, в результате ошибочных действий командира лодки М. И. Бебешина, «Металлист» протаранен эсминцем «Фрунзе». Лодка затонула на глубине примерно 35 м, при аварии погибло 24 человека. Шестерых удалось спасти сразу — они всплыли с воздушным пузырём в момент гибели лодки. Спустя 2 дня лодку подняли плавкранами, из кормового отсека удалось спасти ещё троих моряков. По другим данным — погибло 23, шестерых спасли сразу, а после подъёма лодки удалось спасти ещё четверых.
1 января 1932 года после аварийного ремонта вновь введена в строй. 1 июня 1932 года присвоен бортовой номер 25. 15 сентября 1934 года переименована в А-5. После 1938 года получила 45-мм орудие 21-К вместо «Гочкиса».

### Служба в годы Великой Отечественной войны
Подводная лодка А-5 участвовала в Великой Отечественной войне, оказавшись самой старой боевой лодкой всего советского ВМФ.
К началу Великой Отечественной войны А-5, как и остальные лодки данного типа, входила в состав 6-го дивизиона 2-й бригады подводных лодок Черноморского флота и базировалась в Севастополе, находясь на тот момент в текущем ремонте. 27 июля 1941 года вступила после ремонта в строй, после чего 2 августа её перебросили в Поти. В ноябре 1941 года А-1 передислоцировалась на кавказское побережье в Очемчири, откуда продолжала выходить в боевые походы.
К лету 1942 года подводная лодка начала действовать на коммуникациях противника, преимущественно в районах его баз и портов. Во второй половине июля подорвалась на противотральной трубке немецкой мины, получила серьёзные повреждения, но благодаря мастерству экипажа и упорной борьбе за живучесть смогла вернуться на базу, где её уже считали погибшей.
За годы войны А-5 выполнила 13 боевых выходов и произвела семь торпедных атак конвоев и одиночных кораблей противника. По уточнённым современным данным уничтожила румынский транспорт «Ардял» (5695 брт) с грузом авиамоторов и другого имущества люфтваффе, который получил тяжёлые повреждения и выбросился на отмель (впоследствии поднят и введён в строй), и предположительно повредила 1 немецкую БДБ. Некоторые источники также относят к победам А-5 потопление ещё двух германских судов: транспорта «Durostor» (1309 брт), ранее повреждённого советской авиацией, и шхуны «Seepferd». 6 марта 1945 года А-5 награждена орденом Красного Знамени.
27 августа 1945 года выведена из боевого состава флота, разоружена и переклассифицирована в плавучую зарядовую станцию. 16 мая 1949 года переименована в ПЗС-8. В 1955 году исключена из списков судов ВМФ СССР с последующей передачей в Отдел фондового имущества для разделки на металл.

## Командиры
- 1929— 8 июня 1931: М. И. Бебешин, погиб на мостике лодки при столкновении с эсминцем «Фрунзе»;
- 1931—1932: С. С. Кудряшов;
- 1932—1934: М. Н. Лавинский;
- 1934—1935: Н. И. Литвиненко;
- 1937—1938: С. И. Борисов;
- 1938—1939: Г. Е. Бобров;
- 1939—1940: П. П. Журавлёв;
- 1940—1941: А. П. Касаткин — командир А-4, одновременно исполнял обязанности командира А-5;
- июнь 1941 — октябрь 1942: Григорий Аронович Кукуй, когда А-5, вернувшись после подрыва на мине, встала на ремонт переведён на Щ-212;
- 1942—1944: В. И. Матвеев;
- 1944—1945: Н. П. Малов.

## Награды
- Орден Красного Знамени — 6 марта 1945 года — награждена указом Президиума Верховного Совета СССР от 6 марта 1945 года за образцовое выполнение боевых заданий командования на фронте борьбы с немецко-фашистскими захватчиками и проявленные при этом доблесть и мужество.

### Комментарии
1. ↑  По другим данным — 19 сентября (2 октября)  1916 года[1].
2. ↑  По другим данным — 21 мая 1928 года[1].
3. ↑  По другим данным — 15 мая 1949 года[2].